# Zimske olimpijske igre 2002
Zimske olimpijske igre 2002 (uradno XIX. zimske olimpijske igre) so bile zimske olimpijske igre, ki so potekale leta 2002 v Salt Lake Cityu, Utah, ZDA. Druge kandidatke za te olimpijske igre so bile: Quebec City, Quebec, Kanada; Sion, Švica in Östersund, Švedska. Salt Lake City je bil izbran poleti 1995. Prinesel je razširitev prireditev, vrnil se je skeleton (nazadnje je bil leta 1948) in prvič predstavil ženski dvosed v bobu. Slogan iger je bil Light the Fire Within (prižgi ogenj znotraj sebe).

## Škandali
Pred temi igrami je veliko število članov MOK bilo prisiljenih k odstopu, ko
so odkrili, da so sprejemali podkupnine v zameno za glasovanje v prid Salt Lake Cityja za gostovanje
XIX. zimskih olimpijskih iger, odstopili so tudi nekateri organizatorji iger.
Prav tako so igre veljaje za vladajoče po dopinških škandalih. Španec Johann Muehlegg ter Rusinji Larisa Lazutina in Olga Danilova so bili diskalificirani zaradi uporabe darbepoetina, a se jim olimpijska medalja, ki je bila dobljena pred dopinškim testom, ni nikoli vzela. Britanec Alain Baxter je izgubil svoj bron v slalomu, kljub temu, da je test kasneje pokazal na vdihovalec proti prehladu, a medalje ni nikoli dobil nazaj.
V prvem tednu umetnostnega drsanja je ruski par Jelena Berežnaja in Anton Siharulidž premagal Kanadčana Jamie Saleo in Davida Pelletiea, ki sta kasneje protestirata, da je bil francoski sodnik pod pritiskom in preveč ocenil ruski par, kar jima je kasneje prineslo zlato, vendar se ga Rusoma nikoli ne vzame.
Tudi športniki v hitrostnem drsanju na krate proge in v smučarskih tekih so bili diskvalificirani zaradi različnih razlogov.

## Maskota
Namen maskote na XIX. zimskih olimpijksih igrah, je bil prikazati moto "Citius, Altius, Fortius" (hitreje, višje, močneje). To so prikazovali zajec Powder, kojot Copper in medved Coal.

## Prizorišča
- Deer Valley Resort - akrobatsko smučanje, alpsko smučanje
- E-Center - hokej na ledu
- Ice Sheet, Ogden - curling
- Park City Mountain Resort - alpsko smučanje, deskanje na snegu
- Salt Lake Ice Center - hitrostno drsanje na kratke proge, umetnostno drsanje
- Snowbasin Ski Area - alpsko smučanje
- Soldier Hollow - biatlon, nordijska kombinacija, smučarski teki
- The Peaks Ice Arena - hokej na ledu
- Utah Olympic Oval - hitrostno drsanje
- Utah Olympic Park - bob, nordijska kombinacija, sankanje, skeleton, smučarski skoki

## Olimpijske discipline
| - Akrobatsko smučanje - Alpsko smučanje - Biatlon - Bob - Curling - Deskanje na snegu - Hitrostno drsanje - Hitrostno drsanje na kratke proge |  | - Hokej na ledu - Nordijska kombinacija - Sankanje - Skeleton - Smučarski skoki - Smučarski teki - Umetnostno drsanje |

## Rezultati
(poudarjena je gostiteljska država)
| XIX. zimske olimpijske igre                    |            |       |        |      |        |
| Mesto                                          | Država     | Zlato | Srebro | Bron | Skupaj |
| 1                                              | Norveška   | 13    | 5      | 7    | 25     |
| 2                                              | Nemčija    | 12    | 16     | 8    | 36     |
| 3                                              | ZDA        | 10    | 13     | 11   | 34     |
| 4                                              | Kanada     | 7     | 3      | 7    | 17     |
| 5                                              | Rusija     | 5     | 4      | 4    | 13     |
| 6                                              | Francija   | 4     | 5      | 2    | 11     |
| 7                                              | Italija    | 4     | 4      | 5    | 13     |
| 8                                              | Finska     | 4     | 2      | 1    | 7      |
| 9                                              | Nizozemska | 3     | 5      | 0    | 8      |
| 10                                             | Avstrija   | 3     | 4      | 10   | 17     |
| 23                                             | Slovenija  | 0     | 0      | 1    | 1      |
| Več: medalje na XIX. zimskih olimpijskih igrah |            |       |        |      |        |

### Športniki z največ zlatimi medaljami
- Ole Einar Bjørndalen ( Norveška, biatlon): 4 zlate medalje
- Janica Kostelič ( Hrvaška, alpsko smučanje): 3 zlate medalje
- Samppa Lajunen ( Finska, nordijska kombinacija): 3 zlate medalje

### Športniki z največ medaljami
- Ole Einar Bjørndalen ( Norveška, biatlon): 4 medalje (4 zlata)
- Janica Kostelič ( Hrvaška, alpsko smučanje): 4 medalje (3 zlata, 1 srebro)

### Slovenski športniki uvrščeni med deseterico
- Damjan Fras, Peter Žonta, Primož Peterka in Robert Kranjec (smučarski skoki):  (ekipno)
- Dejan Košir (deskanje na snegu): 5. mesto (paralelni veleslalom)
- Lucija larisi, Tadeja Brankovič, Andreja Grašič in Dijana Grudiček (biatlon): 6. mesto (4 x 6 km štafeta)
- Andreja Grašič (biatlon): 8. mesto (10 km zasledovanje), 10. mesto (7,5 km šprint)
- Jernej Koblar (alpsko smučanje): 9. mesto (kombinacija)
- Jure Košir (alpsko smučanje): 9. mesto (slalom)
- Nataša Bokal (alpsko smučanje): 9. mesto (slalom)
- Petra Majdič (smučarski teki): 9. mesto (5 km + 5 km zasledovalno)
- Petra Majdič, Nataša Lačen, Teja Gregorin in Andreja Mali (smučarski teki): 9. mesto (4 x 5 km štafeta)
- Janez Marič, Sašo Grajf, Marko Dolen in Tomas Globočnik (biatlon): 10. mesto (4 x 7,5 km štafeta)

## Koledar dogodkov
| ● | Otvoritvena/zaključna slovesnost | ● | Kvalifikacijsko tekmovanje | ● | Finalno tekmovanje | ● | Ekshibicijska gala |

| Februar                           | 8. | 9. | 10. | 11. | 12. | 13. | 14. | 15. | 16. | 17. | 18. | 19. | 20. | 21. | 22. | 23. | 24. |
| --------------------------------- | -- | -- | --- | --- | --- | --- | --- | --- | --- | --- | --- | --- | --- | --- | --- | --- | --- |
| Slovesnosti                       | ●  |    |     |     |     |     |     |     |     |     |     |     |     |     |     |     | ●   |
| Akrobatsko smučanje               |    |    |     |     |     |     |     |     |     |     |     |     |     |     |     |     |     |
| Alpsko smučanje                   |    |    |     |     |     |     |     |     |     |     |     |     |     |     |     |     |     |
| Biatlon                           |    |    |     |     |     |     |     |     |     |     |     |     |     |     |     |     |     |
| Bob                               |    |    |     |     |     |     |     |     |     |     |     |     |     |     |     |     |     |
| Curling                           |    |    |     |     |     |     |     |     |     |     |     |     |     |     |     |     |     |
| Deskanje na snegu                 |    |    |     |     |     |     |     |     |     |     |     |     |     |     |     |     |     |
| Hitrostno drsanje                 |    |    |     |     |     |     |     |     |     |     |     |     |     |     |     |     |     |
| Hitrostno drsanje na kratke proge |    |    |     |     |     |     |     |     |     |     |     |     |     |     |     |     |     |
| Hokej na ledu                     |    |    |     |     |     |     |     |     |     |     |     |     |     |     |     |     |     |
| Nordijska kombinacija             |    |    |     |     |     |     |     |     |     |     |     |     |     |     |     |     |     |
| Sankanje                          |    |    |     |     |     |     |     |     |     |     |     |     |     |     |     |     |     |
| Skeleton                          |    |    |     |     |     |     |     |     |     |     |     |     |     |     |     |     |     |
| Smučarski skoki                   |    |    |     |     |     |     |     |     |     |     |     |     |     |     |     |     |     |
| Smučarski teki                    |    |    |     |     |     |     |     |     |     |     |     |     |     |     |     |     |     |
| Umetnostno drsanje                |    |    |     |     |     |     |     |     |     |     |     |     |     |     |     |     |     |
| Februar                           | 8. | 9. | 10. | 11. | 12. | 13. | 14. | 15. | 16. | 17. | 18. | 19. | 20. | 21. | 22. | 23. | 24. |

## Dogodki
V zgodovini zimskih olimpijskih iger sta prvič medaljo osvojila Estonija in Hrvaška, prvo zlato pa Avstralija in Ljudska republika Kitajska.
Prvič se je predstavil ženski dvosed v bobu ter se ponovno vrnil skeleton, ki je nazadnje potekal na V. zimskih olimpijskih igrah leta 1948.
Na otvoritveni slovesnosti je bilo zaznati posledice 11. septembra 2001. Vključena je bila zastava, ki je padla iz porušenega World Trade Centra, petje "America the Beautiful" (Prekrasna Amerika) častnika new yorkške policije in častenje new yorkških policistov in gasilcev. Prvič v zgodovini je odprl zimske olimpijske igre v ZDA predsednik države.
Športniki iz rekordnih osemnjastih držav so osvojili zlato. Norvežan Ole Einar Bjørndalen
v vseh štirih biatlonskih disciplinah, Finec Samppa Lajunen v vseh treh disciplinah nordijske kombinacije. Alpska smučarka Janica Kostelić je osvojila tri zlata in srebro ter tako postala prva Hrvatica, ki je osvojila medaljo za Hrvaško. Švicar Simon Ammann je nepričakovano zmagal na obeh posamičnih tekmah v smučarskih skokih, Nemka Claudia Pechstein je v hitrostnem drsanju osvojila svojo tretjo zapredno zmago na 5000 m ter zmagala tudi na 3000 m. V sankanju je Nemec Georg Hackl osvojil srebro in tako postal prvi olimpijec, ki je v isti disciplini osvojil medaljo na petih olimpijskih igrah zapored. Yang Yang (A) je postala prva, ki je osvojila zlato za Kitajsko. V ženskem dvosedu je bila Američanka Vonetta Flowers prva črnka, ki je osvojila zlato in kanadski hokejist Jarome Iginla prvi črnec, ki osvoji zlato na zimskih olimpijskih igrah.
Slovenski smučarski skakalci so osvojili bron v ekipni tekmi.

## Varnostni ukrepi
Ker so to bile prve igre po terorističnih napadih 11. septembra 2001, je bila varnost na najvišji ravni do sedanjih iger. Ameriška zbornica domovinske varnosti OHS, je v ZDA določila posebno nacionalno varnost za športne prireditve imenovano NSSE, ki je skrbela za večjo varnost na olimpijskih igrah v Salt Lake Cityju.

## Države udeleženke
Glej tudi: Slovenija na Zimskih olimpijskih igrah 2002
Iger se je udeležilo 77 držav, kar je za 5 več, kot na zimskih olimpijskih igrah 1998.
Slovenija se je iger udeležila z 41 športniki. Zastavonoša Slovenije je bil deskar Dejan Košir.
| - Ameriški Deviški otoki - Andora - Argentina - Armenija - Avstralija - Avstrija - Azerbajdžan - Belgija - Belorusija - Bermudi - Bolgarija - Bosna in Hercegovina - Brazilija - Češka - Čile - Ciper - Danska - Estonija - Fidži | - Finska - Francija - Grčija - Gruzija - Hongkong - Hrvaška - Indija - Iran - Irska - Islandija - Italija - Izrael - Jamajka - Japonska - Južna Koreja - Južna Afrika - Kanada - Kamerun - Kazahstan | - Kenija - Kirgizistan - Ljudska republika Kitajska - Latvija - Libanon - Lihtenštajn - Litva - Madžarska - Severna Makedonija - Mehika - Moldavija - Monako - Mongolija - Nemčija - Nepal - Nizozemska - Norveška - Nova Zelandija - Poljska | - Portoriko - Romunija - Rusija - San Marino - Slovaška - Slovenija - Srbija in Črna gora - Španija - Švedska - Švica - Tadžikistan - Tajska - Tajvan - Trinidad in Tobago - Turčija - Ukrajina - Uzbekistan - Združeno kraljestvo - Venezuela - ZDA |

Prvič so se iger udeležile:
- Hongkong
- Kamerun
- Nepal
- Tadžikistan
- Tajska